# Chiesa di San Giovanni Battista (Erula)
La chiesa di San Giovanni Battista è una chiesa campestre situata in territorio di Erula, centro abitato della Sardegna settentrionale. Consacrata al culto cattolico, fa parte della parrocchia del Cuore Immacolato di Maria, diocesi di Tempio-Ampurias.